# Svenska skadeförsäkringsföreningen
Svenska skadeförsäkringsföreningen,  ursprungligen Svenska brandtarifföreningen, 1945–1963 Svenska tarifföreningen, var en  i Stockholm den 28 november 1873 stiftad sammanslutning mellan en stor del i Sverige direkt arbetande såväl svenska som utländska brandförsäkringsbolag, med ändamål att i avseende på bolagens brandförsäkringsvillkor och försäkringspremier åstadkomma likformighet, varigenom osund konkurrens mellan bolagen kunde förebyggas, bolagens soliditet stärkas och allmänhetens intressen tryggas. Föreningen upphörde 1967.